# Соціалістична Республіка Македонія
Соціалістична Республіка Македонія (мак. Социјалистичка Република Македонија) — соціалістична держава, республіка-засновниця колишньої Соціалістичної Федеративної Республіки Югославії. Після переходу політичної системи до парламентської демократії у 1990 році Республіка змінила свою офіційну назву на Республіка Македонія в 1991  і з початком розпаду Югославії, вона проголосила повну незалежність 8 вересня 1991.

## Історія
Сучасна македонська держава була офіційно проголошена під назвою Демократична Федеральна Македонія 2 серпня 1944, в день Ілінденського повстання проти Османської імперії в 1903 році, на першому пленарному засіданні АСНОМ (мак. Антифашистичко Собрание на Народното Ослободување на Македонија) під час антифашистської Національно-визвольної війни в Македонії під час Другої світової війни. Ця дата відзначається етнічними македонцями, як день, в який ним було вперше дозволено вільно заявити про своє громадянство.
У 1945, держава змінила офіційну назву на Народна Республіка Македонія. У 1946, вона офіційно увійшла як союзна республіка у колишню югославську федерацію. У 1963, була перейменована в Соціалістичну Республіку Македонію.

## Статус
За часів входження в Югославську федерацію, республіка мала свою власну конституцію, колективну голову, уряд, парламент, офіційну мову, державні символи, Міністерство Внутрішніх Справ, Македонську академію наук і мистецтв та інші прерогативи держави. Крім того, Соціалістична Республіка Македонія малі власні територіальні збройні сили (мак. Територијална одбрана, Teritorijalna odbrana), а також Міністерство закордонних справ
Права етнічних меншин були гарантовані Конституцією. Правляча політична партія — Союз комуністів Македонії (мак. Сојуз на комунистите на Македонија, Sojuz na komunistite na Makedonija).

## Перехідний період
У 1990 році мирно змінилася форма правління з соціалістичної держави на парламентську демократію. Перші багатопартійні вибори відбулися 11 листопада 1990 року. Кіро Глігоров став першим демократично обраним президентом Соціалістичної Республіки Македонії 31 січня 1991. 16 квітня 1991 Парламент прийняв конституційні поправки для усунення прикметника "соціалістична" з офіційної назви країни, а 7 червня того ж року, була офіційно введена нова назва Республіка Македонія. Остаточно Республіка Македонія проголосила повну незалежність після референдуму, що відбувся 8 вересня 1991 року.
Республіка Македонія є правовонаступником Соціалістичної Республіки Македонії.